# Johnstown (comté de Kilkenny)
Pour les articles homonymes, voir Johnstown.
Johnstown est un village irlandais, situé dans le comté de Kilkenny.